# Хэндлер, Эллиот
Э́ллиот Хэ́ндлер (англ. Elliot Handler; 9 апреля 1916, Чикаго, США — 21 июля 2011, Лос-Анджелес, Калифорния, США) — американский предприниматель, один из трёх основателей компании Mattel. Вместе со своей женой является создателем куклы Барби, одной из самых продаваемых игрушек в истории.

## Биография

### Основание Mattel
Эллиот Хэндлер родился в еврейской семье 9 апреля 1916 года в Чикаго, США. Рос в Денвере. Изучал промышленный дизайн в Art Center College of Design, Пасадина. 26 июня 1938 года Хэндлер женился на Рут Москович.
В 1945 году супруги совместно с другом Эллиота Мэтсоном Гарольдом основали в гараже компанию по производству рамок для фотографий и назвали её Mattel (по первым буквам имён — Elliot и Matson). Позднее бизнес развивался благодаря производству музыкальных игрушек и фурнитуры для кукольных домиков.
В 1959 году фирма на Нью-йоркской ярмарке игрушек представила куклу Барби, придуманную Рут. Игрушка была названа в честь Барбары Хэндлер, дочери Рут и Эллиота. Поначалу она крайне плохо продавалась и вызывала резкую критику за свои откровенно женские формы. Тем не менее, вскоре кукла получила необычную популярность; уже в 1965 году выручка от её продаж составила 100 миллионов долларов. В 1961 был создан Кен, кукольный друг Барби. Его назвали в честь брата Барбары Кеннета (ум. 1996). Тодд, один из друзей Барби, был назван в честь внука Хэндлеров
.

### Последние годы
В 1975 году Эллиот и Рут Хэндлеры покинули Mattel. Рут умерла в 2002 году. В 2008 Хэндлер устроил празднество в Эль-Сегундо по поводу своего девяностодвухлетия. Он скончался 21 июля 2011 года в Лос-Анджелесе, Калифорния от сердечной недостаточности. В официальном заявлении по этому поводу Mattel написала следующее:

Он не только вдохновил сотрудников Mattel, но и сделал счастливыми целые поколения детей во всем мире. 30 000 сотрудников с гордостью продолжают его дело.